# Ratten
Ratten è un comune austriaco di 1 178 abitanti nel distretto di Weiz, in Stiria.